# Oxana Alexejewna Ussatowa
Oxana Alexejewna Ussatowa (russisch Оксана Алексеевна Усатова, englische Transkription: Oxana Usatova; * 19. Oktober 1988) ist eine ehemalige russische Skilangläuferin.

## Werdegang
Ussatowa nahm von 2007 bis 2019 vorwiegend am Skilanglauf-Eastern-Europe-Cup teil. Dabei erreichte sie fünf Podestplatzierungen und belegte in der Saison 2011/12 den fünften Rang in der Cupgesamtwertung. Ihr erstes Weltcuprennen lief sie im Februar 2011 in Rybinsk, welches sie auf dem 25. Platz im Sprint beendete und damit auch ihre ersten Weltcuppunkte gewann. Im folgenden Jahr erreichte Ussatowa in Otepää mit dem 23. Platz im Sprint ihre bisher beste Einzelplatzierung im Weltcup. Bei der Winter-Universiade 2013 in Lago di Tesero holte sie im Sprint und im 15-km-Massenstartrennen die Goldmedaille. Im Januar 2015 errang sie bei der Tour de Ski 2015 den 31. Platz. Im selben Monat gewann sie bei der Winter-Universiade 2015 in Štrbské Pleso über 5 km klassisch und mit der Staffel die Goldmedaille.

## Platzierungen im Weltcup

### Weltcup-Statistik
Die Tabelle zeigt die erreichten Platzierungen im Einzelnen.
- 1.–3. Platz: Anzahl der Podiumsplatzierungen
- Top 10: Anzahl der Platzierungen unter den ersten zehn
- Punkteränge: Anzahl der Platzierungen innerhalb der Punkteränge
- Starts: Anzahl gelaufener Rennen in der jeweiligen Disziplin
- Hinweis: Bei den Distanzrennen erfolgt die Einordnung gemäß FIS.

| Platzierung         | Distanzrennen a | Distanzrennen a | Distanzrennen a | Distanzrennen a | Distanzrennen a | Skiathlon Verfolgung | Sprint | Etappen- rennen b | Gesamt | Team   | Team    |
| Platzierung         | ≤ 5 km          | ≤ 10 km         | ≤ 15 km         | ≤ 30 km         | > 30 km         | Skiathlon Verfolgung | Sprint | Etappen- rennen b | Gesamt | Sprint | Staffel |
| ------------------- | --------------- | --------------- | --------------- | --------------- | --------------- | -------------------- | ------ | ----------------- | ------ | ------ | ------- |
| 1. Platz            |                 |                 |                 |                 |                 |                      |        |                   |        |        |         |
| 2. Platz            |                 |                 |                 |                 |                 |                      |        |                   |        |        |         |
| 3. Platz            |                 |                 |                 |                 |                 |                      |        |                   |        |        |         |
| Top 10              |                 |                 |                 |                 |                 |                      |        |                   |        | 2      | 1       |
| Punkteränge         | 1               |                 |                 |                 |                 |                      | 6      |                   | 7      | 2      | 1       |
| Starts              | 2               | 1               |                 |                 |                 | 3                    | 13     | 1                 | 20     | 2      | 1       |
| Stand: Karriereende |                 |                 |                 |                 |                 |                      |        |                   |        |        |         |

### Weltcup-Gesamtplatzierungen
| Saison  | Gesamt | Gesamt | Distanz | Distanz | Sprint | Sprint |
| Saison  | Punkte | Platz  | Punkte  | Platz   | Punkte | Platz  |
| ------- | ------ | ------ | ------- | ------- | ------ | ------ |
| 2010/11 | 10     | 102.   | -       | -       | 10     | 71.    |
| 2011/12 | 8      | 92.    | -       | -       | 8      | 62.    |
| 2012/13 | 13     | 97.    | -       | -       | 13     | 62.    |
| 2013/14 | -      | -      | -       | -       | -      | -      |
| 2014/15 | 10     | 107.   | 10      | 78.     | -      | -      |